# 시베리아개미아과
시베리아개미아과는 개미과에 속하는 개미의 아과이다.
시베리아개미아과는 아르헨티나 개미와 같은 종이 속해 있는 개미의 아과이다. 이들은 배자루마디가 하나이다. 이들 개미는 침을 지니고 있지 않다. 시베리아개미아과에는 24개의 속이 있다.